# Hartmut Rentzsch
Hartmut Rentzsch (né le 2 février 1944 en Allemagne) est un joueur et entraîneur de football allemand (est-allemand).